# Дом Тер-Арутюнова
Дом Тер-Арутюнова —  старинный особняк в Таганроге (ул. Фрунзе, 16), памятник архитектуры 1910-х годов, входит в число объектов культурного наследия Российской Федерации под кодом 6101172000.

## История
Ранее на углу Николаевской улицы (ныне ул. Фрунзе) и Депальдовского переулка (ныне пер. Тургеневский) находился небольшой одноэтажный дом, оцениваемый в одну тысячу рублей. Принадлежал этот дом мировому судье, действительному статскому советнику Юлиану Филипповичу Арбушевскому, вернее его жене Вере Михайловне Мато. Семью дополняли двое детей: сын Михаил (1837—1896) и дочь Надежда, вышедшая замуж за Демосфена Константиновича Дульжер-Логориди. Некоторые потомки этой многочисленной фамилии остались на жительство в Таганроге, другие переехали в Грецию и живут в Афинах. В 1890-х годах владельцем дома стал полковник Федор Ковалевский, затем, через несколько лет, дом перешёл к отставному ротмистру Владимиру Трофимовичу Гризову, а уж после него к губернскому секретарю Петру Григорьевичу Ладохину.
В 1910-х годах дом Ладохина на снос приобрел потомственный почетный гражданин города Николай Артемович Тер-Арутюнов, владелец гостиницы «Континенталъ» (бывшей «Лодон», ныне дом ул. Петровская, 49). 18 сентября 1911 года у Тер-Арутюнова здесь собрались многочисленные гости, которые после освящения места закладки нового здания отправились в ресторан «Континенталь» отметить это знаменательное событие.
Построенный Н. А. Тер-Арутюновым дом в стиле «модерн» отличался полной асимметрией фасада, размерами этажей и формами окон, кладкой двухцветного кирпича. В Первую мировую войну Тер-Арутюнов работал заведующим хозяйственной частью русско-бельгийского госпиталя и, заразившись сыпным тифом, скончался 1 февраля 1915 года. Перед смертью Николай Артемович прекратил платежи и задолжал Второму Обществу Взаимного кредита 35 тысяч рублей. Общество не пострадало, так как в счет покрытия долга имело в залог недвижимое имущество должника, которое и покрыло недостающую сумму. Один только дом Тер-Арутюновапо Николаевской улице, 18 (в старой нумерации) оценивался в 16 тысяч рублей.
После смерти Тер-Арутюнова здание приобрел купец 2-й гильдии А. А. Зальцман, сдававший часть дома под нотариальную контору.
После нарушения Германией Брестского договора и развязывания войны, возникла реальная угроза занятия города немецкими войсками. В городе объявили всеобщую мобилизацию и создали штаб военно-революционных сил, который под руководством члена первого большевистского Совета рабочих депутатов В. К. Берзина размещался в этом здании. Здесь были сформированы пулеметная команда и латышский стрелковый отряд, которые 30 апреля 1918 года в районе поселка Марцево вступили в неравный бой с регулярными частями немецкой армии.
В 1920 году дом занимала редакция газеты «Пролетарий», в 1923 году — «Знамя революции».
В 1925 году здание Тер-Арутюнова муниципализировали, разместив в нем Таганрогскую окружную прокуратуру. В том же году у прокурора Дмитрия Григорьевича Михайленко, проживавшего в этом здании, посредством подбора ключей, злоумышленники похитили много разных вещей, в том числе документы и деньги в сумме 250 рублей. С 1930 года Таганрогская окружная прокуратура, размещавшаяся в Доме Тер-Арутюнова, стала городской.
Во время Великой Отечественной войны, когда Таганрог был под фашистской оккупацией с 1941 по 1943 год, в здании прокуратуры находился 1-й полицейский участок.
После освобождения Таганрога, с сентября 1943 года в здании разместились две прокуратуры: в полуподвальном цокольном этаже — прокуратура Ленинского района, а на втором — городская прокуратура. В 1954 году районные прокуратуры были ликвидированы, и здесь осталась только городская прокуратура, укрупнённая за счёт высвободившихся работников.
С 2002 года здание занимает юридический факультет Таганрогского института управления и экономики.

## Архитектурные особенности
Угловой полутораэтажный кирпичный особняк с деревянной мансардой строился с 1911 по 1914 год. Его архитектурный стиль специалисты относят к «кирпичному модерну», то есть прорыв «кирпичного стиля» в русло модерна.
Особняк отличается асимметрией фасада, определяемой двумя ризалитами: угловым, увенчанным оплывшим фронтоном, и выразительным вертикальным акцентом, в котором расположен парадный вход. На фасадных плоскостях особняка присутствует всё разнообразие кирпичного декора: наличники, раскреповки, карнизы с сухариками, пояски, пилястры. Ритм слуховых окон мансарды и живописная плоскость черепичной кровли завершают формирование архитектурного облика.

## Реставрация начала XXI века
После передачи прокуратурой Дома Тер-Арутюнова в 2002 году Таганрогскому институту управления и экономики, усилиями института был проведён большой реставрационный ремонт. Выяснилось, что прекрасное с виду здание имело множество недостатков. Поскольку наружные стены по первоначальному проекту были выполнены открытой декоративной кладкой, без штукатурки, через кладку просачивалась влага, вызывая сырость особенно в нижних помещениях. Были выполнены гидроизоляция и укрепление фундаментов, оштукатуривание и покраска стен. Также были выполнены работы по замене всех коммуникаций, устроено газовое отопление, проведена реставрация окон и дверей, замена черепицы и т. д.